# Gerhard Saager

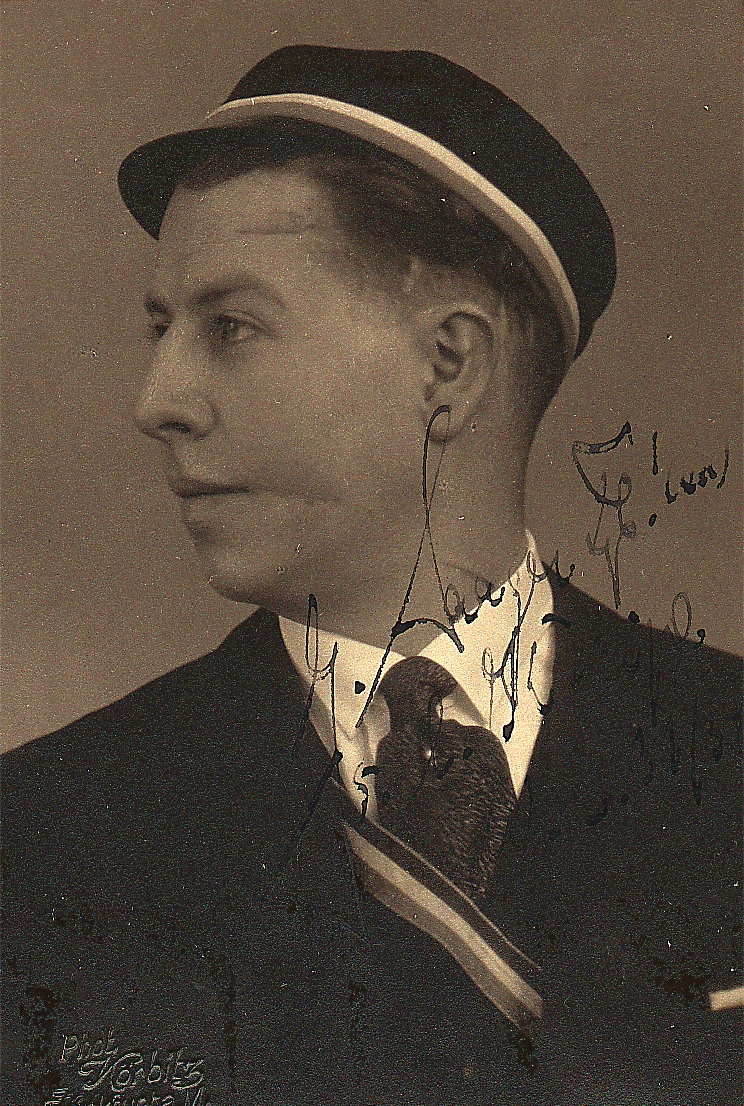
Saager als Austrianer, vor 1932

Gerhard Saager (* 5. März 1910 in Königsberg i. Pr.; † 12. Oktober 1992 in Baden-Baden) war ein deutscher Wirtschaftsjurist.

## Leben
Als Sohn eines Gutsbesitzers besuchte Saager das Wilhelmsgymnasium in Königsberg. Zum Studium der Rechtswissenschaft ging er an die Johann Wolfgang Goethe-Universität. 1931 wurde er im Corps Austria Frankfurt am Main recipiert. Dort schloss er lebenslange Freundschaft mit Harry Siegmund. 1932 kehrte er nach Königsberg zurück. Beim Corps Masovia war er von 1932 bis 1935 engagierter MC. In sechs Semestern focht er drei Schläger- und zwei Säbelpartien auf Masovias Farben. Im Wintersemester 1937/38 – zwei Jahre nach Masovias Suspension – erhielt er die Corpsschleife. Er wurde 1936 zum Dr. iur. promoviert und bestand im Dezember 1937 am Kammergericht das Assessorexamen mit „gut“. Er ging an das (in Deutschland einmalige) Institut für Steuerrecht in Leipzig. Den Abschluss als Diplom-Steuersachverständiger machte er „sehr gut“. Als solcher wurde er in der Hauptverwaltung der Thüringer Gasgesellschaft in Leipzig angestellt.
Nach einer kurzen Zeit als Soldat der Wehrmacht war er bis zum Ende des Zweiten Weltkriegs in Berlin. Zunächst von Friedrich Landfried für das Reichswirtschaftsministerium (RWM) reklamiert, wurde er bald in das Büro des Staatssekretärs eingegliedert und als Referent für die Reichswerke Hermann Göring bestellt. Nach dieser und anderen Sonderaufgaben im RWM kam er als Referatsleiter in das im November 1943 gegründete Planungsamt, in dem er als Leiter des Referats „Kapitalverflechtung“ der Sonderabteilung „Vorbereitung und Ordnung“ unter Gustav Schlotterer für Verflechtungsgeschäfte in besetzten Ländern zuständig war. Vor Kriegsende wurde er – weder Beamter noch Parteigenosse – Stellvertreter des Reichsbevollmächtigten für Wirtschaftsexporte. Beim Wilhelmstraßen-Prozess war er Zeuge in den Verhandlungen um Hans Kehrl.
In der Nachkriegszeit in Deutschland bestellte ihn der Wirtschaftsrat des Vereinigten Wirtschaftsgebietes unter Ludwig Erhard 1948 zum Leiter des Referats Marshallplan. Nach sechs Monaten musste er das Amt aus politischen Gründen  aufgeben. 1951 gründete er in Düsseldorf eine Anwaltskanzlei für Wirtschaftssachen. Masovia verlieh ihm beim 130. Stiftungsfest im Juni 1960 das Band. Vier Monate später erhielt er noch das Band des Corps Palaiomarchia. 1976 zog er sich nach Bad Ragaz zurück. 1984 erkrankte er an einem Prostatakrebs. Mit gutem Ausgang operiert, zog er in ein Baden-Badener Altenheim. Nachdem er seinen 80. Geburtstag gefeiert und in Kiel an Masovias 160. Stiftungsfest teilgenommen hatte, erlag er mit 82 Jahren den Metastasen seines Karzinoms.